# Joëlle Verdol
Joëlle Verdol est une essayiste et romancière française née le 6 avril 1960 à Fort-de-France, en Martinique, et installée en Guadeloupe depuis 1989. Elle est mariée et mère de deux fils.

### Essais
- La Voie de la fusion.
- La Méthode DPR - Ne jetez plus vos émotions par la fenêtre : créez !

### Roman
- L'Arbre à plumes.